# Lambert Blackwell
Sir Lambert Blackwell (ur. ok. 1681, zm. 27 października 1727)
Jego ojcem był kapitan John Blackwell a matką Elizabeth Smithsby. Lambert Blackwell poślubił 2 1698 roku Elizabeth Herne, córkę Sir Josepha Herne’a i Elisabeth Frederick. of Sir Joseph Herne and Elizabeth Frederick.
Sir Lambert Blackwell został członkiem rady królewskiej (Privy Council) w 1697 roku. 18 maja 1697 roku został pasowany na rycerza. Od 1690 do 1696 i ponownie od 1698 do 1705 był posłem brytyjskim w Wielkim Księstwie Toskanii (stolica: Florencja).
Członek parlamentu w latach 1708-1710 z okręgu Wilton. W 1717 roku gubernator South Sea Company. Od lipca 1718 roku baronet Blackwell.